# Torcy-en-Valois
Torcy-en-Valois – miejscowość i gmina we Francji, w regionie Hauts-de-France, w departamencie Aisne.
Według danych na styczeń 2014 roku gminę zamieszkiwało 86 osób, a gęstość zaludnienia wynosiła 23,6 osób/km².